# Geometría algebraica

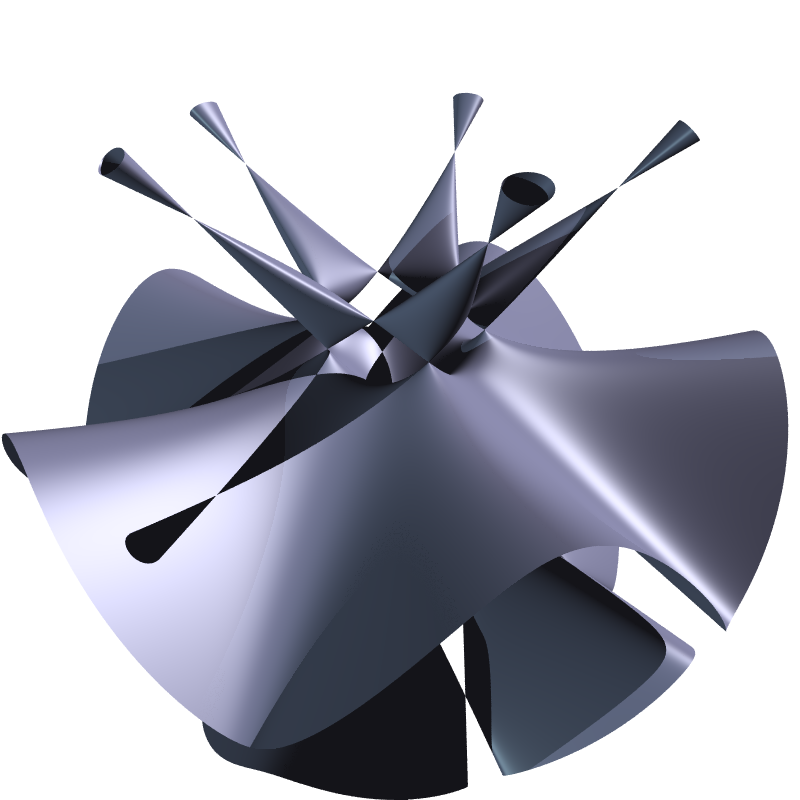
Esta superficie de Togliatti es una superficie algebraica de quinto grado. La imagen representa una porción de su lugar geométrico real

La geometría algebraica es una rama de la matemática que, como sugiere su nombre, combina el álgebra abstracta, especialmente el álgebra conmutativa, con la geometría analítica. Se puede comprender como el estudio de los conjuntos de soluciones de los sistemas de ecuaciones algebraicas. Cuando hay más de una variable, aparecen las consideraciones geométricas que son importantes para entender el fenómeno. Se puede decir que la materia en cuestión comienza cuando se abandona la mera solución de ecuaciones, y el tema de "entender" todas las soluciones se vuelve tan importante como el de encontrar alguna solución, lo que lleva a las "aguas más profundas" del mundo de la matemática, tanto conceptual como técnicamente.
Los objetos fundamentales de estudio de la geometría algebraica son las variedades algebraicas, que son manifestaciones geométricas de soluciones de sistemas de ecuaciones polinómicas. Ejemplos de las clases más estudiadas de variedades algebraicas son líneas rectas, circunferencias, parábolas, elipses, hipérbolas, curvas cúbicas como las curvas elípticas, y curvas cuárticas como las lemniscatas y el óvalo de Cassini. En estas curvas algebraicas planas, un punto del plano pertenece a una curva algebraica si sus coordenadas satisfacen una ecuación polinómica dada. Las cuestiones básicas se refieren al estudio de los puntos de especial interés como los puntos singulares, los puntos de inflexión y los puntos en el infinito. Cuestiones más avanzadas involucran la topología de la curva y las relaciones entre las curvas dadas por diferentes ecuaciones.
La geometría algebraica ocupa un lugar central en las matemáticas modernas y tiene múltiples conexiones conceptuales con campos tan diversos como el análisis complejo, la topología y la teoría de números. Inicialmente un estudio de sistemas de ecuaciones polinómicas en varias variables, el tema de la geometría algebraica comienza a partir de donde alcanza la resolución de ecuaciones, y se vuelve aún más importante comprender las propiedades intrínsecas de la totalidad de las soluciones de un sistema de ecuaciones que encontrar una solución específica. Esto conduce a algunas de las áreas más profundas de todas las matemáticas, tanto conceptualmente como en términos de técnica.

## Historia
La idea de las coordenadas desarrollada por Descartes es central para la geometría algebraica, porque un punto de una variedad algebraica es un elemento cuyas coordenadas son una solución de las ecuaciones que definen la variedad. Sin embargo, el concepto ha sufrido una serie de notables transformaciones a partir de principios del siglo XIX. Anteriormente, se suponía que las coordenadas eran tuplas de números reales, pero la situación cambió cuando primero se aceptaron los números complejos, y después los elementos de un campo arbitrario. Las coordenadas homogéneas de la geometría proyectiva ofrecieron una extensión de la noción de sistema de coordenadas en una dirección diferente, y enriquecieron el alcance de la geometría algebraica.
En el siglo XX, la geometría algebraica se dividió en varias subáreas:
- La corriente principal de la geometría algebraica se dedica al estudio de los puntos complejos de las variedades algebraicas y más generalmente a los puntos con coordenadas en un cuerpo algebraicamente cerrado.
- La geometría algebraica real es el estudio de los puntos reales de una variedad algebraica.
- La geometría diofántica y, más en general la geometría aritmética, es el estudio de los puntos de una variedad algebraica con coordenadas en campos que no son algebraicamente cerrados presentes en la teoría algebraica de números, como el cuerpo de los números racionales, los cuerpos numéricos, los campos finitos, los campos de funciones, y el de los números p-ádicos.
- Una gran parte de la teoría de la singularidad está dedicada a las singularidades de variedades algebraicas.
- La geometría algebraica computacional es un área que ha surgido como la intersección de la geometría algebraica y del álgebra computacional con el auge de los ordenadores. Consiste principalmente en el diseño de algoritmos y el desarrollo de software para el estudio de propiedades de variedades algebraicas dadas explícitamente.

Gran parte del desarrollo de la corriente principal de la geometría algebraica en el siglo XX se produjo dentro de un marco algebraico abstracto, poniendo cada vez más énfasis en las propiedades "intrínsecas" de las variedades algebraicas que no dependen de ninguna forma particular de incrustar la variedad en un espacio de coordenadas ambiente. Esto es paralelo a los desarrollos en topología, geometría diferencial y geometría compleja. Un logro clave de esta geometría algebraica abstracta es la teoría de esquemas de Grothendieck, que permite utilizar la teoría de haces para estudiar variedades algebraicas de un modo muy similar a su uso en el estudio de variedades diferenciables y de variedades complejas. Esto se obtiene extendiendo la noción de punto: en geometría algebraica clásica, un punto de una variedad afín puede identificarse, a través del teorema de los ceros de Hilbert, con un ideal máximo del anillo de coordenadas, mientras que los puntos del esquema afín correspondiente son todos ideales primos de este anillo. Esto significa que un punto de tal esquema puede ser un punto usual o una subvariedad. Este enfoque también permite unificar el lenguaje y las herramientas de la geometría algebraica clásica, que se ocupa principalmente de los puntos complejos, y de la teoría algebraica de números. La prueba de Andrew Wiles del último teorema de Fermat es un ejemplo de la potencia de este enfoque.

## Ceros de polinomios simultáneos
En la geometría algebraica clásica, el principal objeto de interés son los conjuntos donde se anula cierta colección de polinomios, lo que quiere decir, el conjunto de todos los puntos que satisfacen simultáneamente una o más ecuaciones polinómicas. Por ejemplo, una esfera de radio r de dos dimensiones en el espacio euclídeo de tres dimensiones R³ se puede definir como el conjunto de todos los puntos (x, y, z) tales que 
{\displaystyle x^{2}+y^{2}+z^{2}-r^{2}=0}
Un círculo "inclinado" en R³ puede definirse como el conjunto de todos los puntos (x, y, z) que satisfacen las dos ecuaciones polinómicas siguientes: 
{\displaystyle x^{2}+y^{2}+z^{2}-r^{2}=0}
{\displaystyle x+y+z=0}

## Variedades afines
Comenzamos en primer lugar con un cuerpo k. En geometría algebraica clásica, este cuerpo fue siempre C, los números complejos, pero muchos de los resultados son también ciertos si solo asumimos que k es algebraicamente cerrado. Definimos {\displaystyle {\mathbb {A} }_{k}^{n}}, llamado n-espacio afín sobre k, como kn. Usaremos esta notación pues no siempre se trabajará con un cuerpo k. Abstractamente hablando, {\displaystyle {\mathbb {A} }_{k}^{n}} es, de momento, solamente una colección de puntos. 
Por tanto, en adelante eliminaremos la k en {\displaystyle {\mathbb {A} }_{k}^{n}} y escribiremos {\displaystyle {\mathbb {A} }^{n}}.
Diremos que una función {\displaystyle f:{\mathbb {A} }^{n}\to {\mathbb {A} }^{1}} es regular si puede escribirse mediante un polinomio, esto es, si existe un polinomio p sobre k [x1,...,xn] tal que para cada punto (t1,...,tn) de {\displaystyle {\mathbb {A} }^{n}}, f(t1,...,tn)=p(t1,...,tn). Las funciones regulares sobre el n-espacio afín son de esta manera lo mismo que los polinomios sobre k en n variables. Escribiremos las funciones regulares sobre {\displaystyle {\mathbb {A} }^{n}} como {\displaystyle k[{\mathbb {A} }^{n}]}.
Diremos que un polinomio se anula en un punto si al evaluarlo en él el resultado es cero. Sea S un conjunto de polinomios en {\displaystyle k[{\mathbb {A} }^{n}]}. El conjunto anulador de S (o locus anulador) es el conjunto V(S) de todos los puntos en {\displaystyle \mathbb {A} ^{n}} donde cada polinomio de S se anule. En otras palabras, 
{\displaystyle V(S)=\{u\in {\mathbb {A} }^{n}|\forall P\in S,P(u)=0\}}
Un subconjunto de {\displaystyle {\mathbb {A} }^{n}} que es un V(S) para algún S se llama conjunto algebraico afín. La V se refiere a la inicial de variedad. En muchos textos no existe diferencia entre variedad algebraica afín y conjunto algebraico afín, sin embargo es usual referirse a V(S) como variedad algebraica afín cuando no se puede expresar como unión de dos subconjuntos algebraicos afines propios (contenidos en el sentido estricto). En cualquier caso, esta última definición coincide con la de conjunto algebraico afín irreducible. De forma que, en determinados textos, las nociones de variedad e irreducibilidad son equivalentes.
Dado un conjunto V de {\displaystyle {\mathbb {A} }^{n}} del que sepamos que es una variedad, sería deseable determinar el conjunto de polinomios que lo genera, aunque haremos una definición para un caso más general: si V es cualquier subconjunto de {\displaystyle {\mathbb {A} }^{n}} (no necesariamente una variedad), definimos I(V) como el conjunto de todos los polinomios cuyo conjunto anulador contiene a V. La I esta vez es por Ideal: si tengo dos polinomios f y g y los dos se anulan en V, entonces f+g también se anula en V, y si h es cualquier polinomio, entonces hf se anula en V, así que I(V) es siempre un ideal de {\displaystyle k[{\mathbb {A} }^{n}]}.
Dos cuestiones que se plantean ahora son: si tenemos un subconjunto V de {\displaystyle {\mathbb {A} }^{n}}, ¿cuándo es V=V(I(V))? Y, si tenemos un conjunto de polinomios, S, ¿cuándo es S=I(V(S))? La respuesta a la primera cuestión la provee la introducción de la topología de Zariski, una topología en {\displaystyle {\mathbb {A} }^{n}} que refleja directamente la estructura algebraica de {\displaystyle k[{\mathbb {A} }^{n}]}. Entonces V=V(I(V)) si y solo si V es un conjunto Zariski-cerrado. La respuesta a la segunda cuestión viene dada por la Hilbert Nullstellensatz. En una de sus formas, dice que S=I(V(S)) es el ideal radical del ideal generado por S.
Por varias razones no siempre queremos trabajar con todo el ideal correspondiente a un conjunto algebraico V. El teorema de la base de Hilbert implica que los ideales en {\displaystyle k[{\mathbb {A} }^{n}]} siempre se generan finitamente.
Entonces se tiene que un conjunto algebraico es una irreducible (o en algunos casos simplemente variedad) si y solo si los polinomios que lo definen generan un ideal primo del anillo de polinomios.

## Funciones regulares
Al igual que las funciones continuas son las aplicaciones naturales en los espacios topológicos y las funciones suaves son las aplicaciones (morfismos) naturales en las variedades diferenciables, existe una clase natural de funciones sobre un conjunto algebraico, llamadas regulares. Una función regular sobre un conjunto algebraico V contenido en {\displaystyle {\mathbb {A} }^{n}} está definida como la restricción de una función regular en {\displaystyle {\mathbb {A} }^{n}}, en el sentido definido arriba.
Puede parecer antinaturalmente restrictivo el requerir que una función regular siempre se extienda al espacio ambiente, pero esta situación es muy similar a la que se da en un espacio topológico normal, donde el teorema de extensión de Tietze garantiza que una función continua en un subconjunto cerrado siempre puede extenderse al espacio topológico ambiente.
Al igual que las funciones regulares en un espacio afín, las funciones regulares en V forman un anillo, que denotamos como k[V]. A este anillo se le llama el anillo coordenado de V.
Ya que las funciones regulares en V provienen de las funciones regulares en {\displaystyle {\mathbb {A} }^{n}}, debería haber una relación entre sus anillos coordenados. Específicamente, cogiendo una función de k[V] lo estamos haciendo en {\displaystyle k[{\mathbb {A} }^{n}]}, y dijimos que era la misma que otra función si daban los mismos valores cuando las evaluávamos en V. Esto es lo mismo que decir que su diferencia es cero en V. De esto podemos ver que k[V] es el cociente {\displaystyle k[{\mathbb {A} }^{n}]/I(V)}.

## La categoría de las variedades afines
Usando las funciones regulares desde una variedad afín a {\displaystyle {\mathbb {A} }^{1}}, podemos definir las funciones regulares de una variedad afín a otra. Primero definiremos una función regular de una variedad a un espacio afín: sea V una variedad contenida en {\displaystyle {\mathbb {A} }^{n}}. Elige m funciones regulares en V, y llámalas f1,...,fm. Definimos una función regular f de V a {\displaystyle {\mathbb {A} }^{m}} mediante f(t1,...,tn)=(f1,...,fm). En otras palabras, cada fi determina una coordenada del rango de f.
Si V es una variedad contenida en {\displaystyle {\mathbb {A} }^{m}}, entonces f es una función regular de V a V' si el rango de f está contenido en V. 
Esto convierte a la colección de todas las variedades afines en una categoría, cuyos objetos son variedades afines y cuyos morfismos son las aplicaciones regulares. El teorema siguiente caracteriza esta categoría:
La categoría de variedades afines es la dual de la categoría de las k-álgebras reducidas y finitamente generadas, y sus homomorfismos.

## Espacio proyectivo
Considérese la variedad V(y=x²). Si la dibujamos en un sistema de coordenadas cartesianas obtenemos una parábola. Según x crece, vemos que la pendiente de la línea que va desde el origen hasta el punto (x, x²) se hace más y más grande. Según x decrece, la pendiente de la misma se hace más y más pequeña.
Comparemos esto con la variedad V(y=x³). Ésta es una ecuación cúbica. Según x crece, la pendiente de la línea desde el origen hasta el punto (x, x³) se hace mayor, como antes. Pero, al contrario que en la anterior, según x decrece, la pendiente de la misma línea se hace mayor. Así que el comportamiento "al infinito" de V(y=x³) es diferente del de V(y=x²). Sin embargo, es difícil dar sentido al concepto de "al infinito", si nos restringimos al espacio afín.
El remedio a esto es trabajar en el espacio proyectivo, que tiene propiedades análogas a las de un espacio de Hausdorff compacto. Entre otras cosas, nos permite hacer precisa la noción de "al infinito" mediante la inclusión de puntos extra. El comportamiento de una variedad en aquellos puntos extra nos da más información sobre ella. Y se ve que V(y=x³) tiene una singularidad en uno de aquellos puntos extra, pero V(y=x²) es suave.
Los primeros geómetras algebraicos se dieron cuenta rápidamente de que el espacio proyectivo tiene propiedades mucho mejores que el afín ordinario. Por ejemplo, el Teorema de Bézout sobre el número de puntos de intersección entre dos variedades puede ser mostrado en su forma más afilada solo en el espacio proyectivo. Por esta razón, este espacio tiene un papel fundamental en la geometría algebraica.

## El punto de vista moderno
El estudio moderno de la geometría algebraica redefine los objetos básicos de su estudio. Las variedades quedan subsumidas en el concepto de esquema, de Alexander Grothendieck. Este viene de la observación de que si las k-álgebras reducidas finitamente generadas son objetos geométricos, entonces quizás cualquier anillo conmutativo podría serlo. Como se comprueba así, este es un nuevo punto de vista muy fructífero, y es la base para toda la investigación moderna en geometría algebraica.